# Г'юм (Іллінойс)
Г'юм (англ. Hume) — селище (англ. village) в США, в окрузі Едґар штату Іллінойс. Населення — 325 осіб (2020).

## Географія
Г'юм розташований за координатами 39°47′55″ пн. ш. 87°52′9″ зх. д. / 39.79861° пн. ш. 87.86917° зх. д. (39.798500, -87.869169).  За даними Бюро перепису населення США в 2010 році селище мало площу 1,39 км², уся площа — суходіл.

## Демографія
Згідно з переписом 2010 року, у селищі мешкало 380 осіб у 169 домогосподарствах у складі 113 родин. Густота населення становила 274 особи/км².  Було 193 помешкання (139/км²).
Расовий склад населення:
| - 99,2 % — білих - 0,3 % — вихідців з тихоокеанських островів |

До двох чи більше рас належало 0,5 %. Частка іспаномовних становила 0,8 % від усіх жителів.
За віковим діапазоном населення розподілялося таким чином: 21,1 % — особи молодші 18 років, 58,9 % — особи у віці 18—64 років, 20,0 % — особи у віці 65 років та старші. Медіана віку мешканця становила 46,1 року. На 100 осіб жіночої статі у селищі припадало 89,1 чоловіків;  на 100 жінок у віці від 18 років та старших — 93,5 чоловіків також старших 18 років.
Середній дохід на одне домашнє господарство  становив 54 332 долари США (медіана — 38 393), а середній дохід на одну сім'ю — 58 870 доларів (медіана — 41 250). За межею бідності перебувало 12,1 % осіб, у тому числі 14,9 % дітей у віці до 18 років та 12,0 % осіб у віці 65 років та старших.
Цивільне працевлаштоване населення становило 171 осіб. Основні галузі зайнятості: освіта, охорона здоров'я та соціальна допомога — 31,0 %, виробництво — 17,0 %, роздрібна торгівля — 8,2 %, будівництво — 8,2 %.